# شفيقة مسلم
شفيقة مسلم، (2 أكتوبر 1934- يوليو 2000): هي سياسية ودبلوماسية جزائرية.

## الحياة المبكرة
ولدت شفيقة مسلم في 2 أكتوبر 1934 في بلوزداد في مدينة الجزائر. نشأت هناك مع إخوتها وأخواتها الخمسة. كان والدها محمل سفن وكانت والدتها خياطة.
تلقت تعليمها الابتدائي والثانوي في الجزائر العاصمة. انقطعت دراستها الجامعية في الأدب والعلوم السياسية بسبب اندلاع ثورة التحرير الجزائرية. شاركت في حركة المقاومة لتحرير الجزائر ضمن الجيل الثوري سنة 1954. اعتقلت في أوائل 1957 وصدر الحكم عليها لاحقًا، اضطرت لمغادرة البلاد حتى بعد حصول الجزائر على الاستقلال في يوليو 1962.
كانت شفيقة نشطة للغاية في طفولتها المبكرة حيث شاركت في العديد من الأنشطة مثل الكشافة والمعهد الموسيقي المحلي وذهبت إلى المعسكرات الصيفية التي شكلت شخصيتها وعقلها المنفتح.

## الحياة المهنية
بدأت شفيقة مسلم مسيرتها المهنية في البعثة الدبلوماسية الجزائرية بجنيف. من 1962 إلى 1981، عملت في السلك الدبلوماسي الجزائري في عدة مناصب: ملحقة، وسكرتيرة، ومستشارة، ووزيرة مفوضة، ورئيسة الوفد الجزائري إلى العديد من المؤتمرات الدولية.
في 1971، عينها الرئيس السابق هواري بومدين عضوا في اللجنة الوطنية الجزائرية لمراجعة قانون الأسرة.

## الوفاة
توفيت شفيقة مسلم في يوليو 2000 في زيورخ ودُفنت في ديفون-ليه-بان (أين) في فرنسا.